# QWER
QWER (en hangul, 큐더블유이알) es una banda femenina surcoreana formada por la compañía 3Y Corporation y Tamago Production en 2023. Está compuesta por cuatro miembros: Chodan, Magenta, Siyeon y Hina. Debutaron oficialmente el 18 de octubre de 2023 con el álbum sencillo titulado Harmony from Discord. 

## Nombre
El nombre en inglés del grupo se deriva del Teclado QWERTY, siendo Q, W, E y R las teclas principales utilizadas en juegos en línea como League of Legends. El nombre de su fandom es Scuttle Crab, que también es una referencia al  videojuego multijugador.

## Historia

### Formación
El grupo se formó a través del "Proyecto QWER", una serie de YouTube que tenía como objetivo crear un grupo de chicas compuesto por personalidades femeninas de internet. El proyecto fue lanzado por Tamago Production, una empresa iniciada por el youtuber y creador de contenido web Kim-Gyeran, en colaboración con 3Y Corporation. El "Proyecto QWER" siguió la incorporación de las cuatro integrantes al grupo, su formación y su vida diaria.
Antes de su debut, cada una de las miembros ya había establecido carreras en internet. Chodan y Magenta eran streamers activas en la plataforma Twitch, Hina era una popular creadora de contenido y cosplayer en TikTok, y Siyeon es exmiembro del grupo ídolo japonés NMB48.

### 2023-presente: Debut conHarmony from Discord
QWER hizo su debut el 18 de octubre de 2023 con el álbum sencillo titulado Harmony from Discord. Las canciones del álbum se interpretaron por primera vez durante su presentación debut en el Musinsa Garage en Seúl. La canción principal ,«Discord», ocupó el quinto lugar en la lista Viral 50 - Japan de Spotify. Además debutó en el puesto 88 en la lista Korea Weekly Top Songs de YouTube Music en el momento de su lanzamiento y permaneció en dicha lista durante 21 semanas.
El 18 de marzo de 2024, el grupo anunció su regreso musical. El día del anuncio, QWER visitó una base militar y presentó su sencillo inédito titulado «T.B.H.» (고민중독), que formaba parte de su primer miniálbum. Su primer EP titulado Manito fue lanzado el 1 de abril de 2024. Las pistas del EP se presentaron por primera vez en un evento de lanzamiento celebrado en el Yes24 Live Hall en Seúl en el mismo día.

## Miembros
- Siyeon (R;이시연) – voz, guitarra
- Hina (E; 히나) – guitarra, teclado
- Magenta (W; 마젠타) - bajo
- Chodan (Q; 쵸단; 홍지혜) - batería, voz

## Discografía

### EP
| Título                                    | Detalles | Mejor posición | Ventas        |
| Título                                    | Detalles | COR            | Ventas        |
| ----------------------------------------- | --- | -------------- | ------------- |
| Manito                                    | - Lanzamiento: 1 de abril de 2024 - Discográfica: 3Y Corporation - Formatos: CD, descarga digital, streaming       | —              |               |
| Algorithm's Blossom                       | - Lanzamiento: 23 de septiembre de 2024 - Discográfica: 3Y Corporation - Formatos: CD, descarga digital, streaming | 10             |               |
| In a Million Noises, I'll Be Your Harmony | - Lanzamiento: 9 de junio de 2025 - Discográfica: 3Y Corporation - Formatos: CD, digital, streaming                | 5              | - KOR: 95 929 |

### Álbumes sencillos
| Título               | Detalles |
| -------------------- | --- |
| Harmony from Discord | - Lanzamiento: 18 de octubre de 2024 - Discográfica: 3Y Corporation - Formatos: CD, descarga digital, streaming |

### Sencillos
| Título                                                                              | Año  | Mejores posiciones | Mejores posiciones | Mejores posiciones | Álbum                                     |
| Título                                                                              | Año  | COR                | COR Songs          | WW Ex. US          | Álbum                                     |
| ----------------------------------------------------------------------------------- | ---- | ------------------ | ------------------ | ------------------ | ----------------------------------------- |
| «Discord»                                                                           | 2023 | 24                 | —                  | —                  | Harmony from Discord                      |
| «T.B.H» (고민중독)                                                                  | 2024 | 4                  | 2                  | 133                | Manito                                    |
| «Fake Idol» (가짜 아이돌)                                                           | 2024 | —                  | —                  | —                  | Algorithm's Blossom                       |
| «My Name Is Malguem» (내이름 맑음)                                                  | 2024 | 2                  | —                  | —                  | Algorithm's Blossom                       |
| «Dear» (눈물참기)                                                                   | 2025 | 16                 | —                  | —                  | In a Million Noises, I'll Be Your Harmony |
| «—» indica que la canción no entró a la lista o no fue publicada en ese territorio. |      |                    |                    |                    |                                           |

### Otras canciones en listas
| Título                  | Año  | Mejor posición | Álbum                                     |
| Título                  | Año  | COR Down.      | Álbum                                     |
| ----------------------- | ---- | -------------- | ----------------------------------------- |
| «Be Happy» (행복해져라) | 2025 | 13             | In a Million Noises, I'll Be Your Harmony |
| «#QWER» (검색어는 QWER) | 2025 | 18             | In a Million Noises, I'll Be Your Harmony |
| «Overdrive»             | 2025 | 19             | In a Million Noises, I'll Be Your Harmony |
| «D-Day»                 | 2025 | 15             | In a Million Noises, I'll Be Your Harmony |
| «Yours Sincerely»       | 2025 | 20             | In a Million Noises, I'll Be Your Harmony |

### Vídeos musicales
| Año  | Título             | Álbum                | Director | Ref.   |
| ---- | ------------------ | -------------------- | -------- | ------ |
| 2022 | «Discord»          | Harmony from Discord |          | [ 17 ] |
| 2023 | «T.B.H» (고민중독) | Manito               |          | [ 18 ] |